# Calais
Calais (Nederlands, ook soms gebruikt: Kales) is een stad en gemeente in het Franse departement Pas-de-Calais. Met 67.585 inwoners op 1 januari 2022 is het de grootste stad van het departement.
Calais ligt aan het Nauw van Calais op zichtafstand van de Engelse kust en is daardoor de belangrijkste haven op het vasteland voor passagierstransport met Groot-Brittannië.

## Naam
De naam Calais komt uit het middeleeuws Latijn Calesium, uit het Latijnse Caletum, dat op zijn beurt afkomstig zou zijn van de naam van de Keltische stam der Caleti. Hun naam wordt teruggebracht op het Proto-Keltische *kaletos, uit de PIE stam *kal- ("hard").

## Geschiedenis

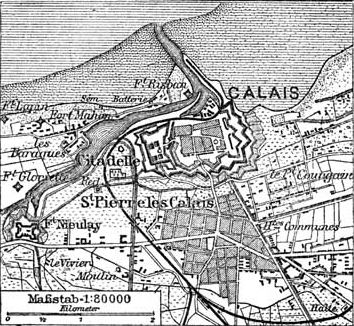
Kaart van Calais uit 1888

Calais ontstond in de middeleeuwen als vissersgehucht van Pétresse, later Saint-Pierre. De plaats groeide uit en bleek van strategisch belang. In de jaren 20 van de 13de eeuw werd de stad versterkt.
Calais maakte deel uit van het graafschap Artesië, tot de Engelsen het bij het Beleg van Calais in 1347 veroverden en het een Engelse exclave werd. In 1558 werd Calais heroverd door de Fransen. De stad werd vervolgens veroverd door de Spanjaarden in het Beleg van Calais (1596) vanuit de Spaanse Nederlanden en maakte tijdelijk deel uit van de Nederlanden, maar werd teruggeven aan Frankrijk bij de Vrede van Vervins in 1598.
In 1885 werd de gemeente Saint-Pierre-lès-Calais, die door de industrialisatie groter was geworden dan het historische Calais, bij Calais aangehecht. Tot de 19e eeuw werden er nog Nederfrankische (Nederlandse) dialecten gesproken in Calais.
Vanaf 1879 reed er een paardentram op normaalspoor. Dit tramnet werd geëlektrificeerd en omgespoord naar meterspoor omstreeks 1906. Na de oorlogshandelingen in mei 1940 (beleg van Calais) werd het tramnet niet meer herbouwd.
De stad werd in het begin van de Tweede Wereldoorlog in mei 1940 zwaar gebombardeerd. Omdat de Duitsers op deze plek een invasie verwachtten bouwden ze hier verdedigingswerken.
Vanwege de aanwezigheid van de Kanaaltunnel verblijven er sinds 1999 een groot aantal migranten in en rond Calais, onder andere in een kamp dat The jungle genoemd wordt. Zij willen het Kanaal oversteken en zich in Engeland vestigen. Op 26 oktober 2016 werd het kamp volledig ontruimd door de Franse Mobiele Eenheid. In 2017 waren er echter al weer honderden migranten aanwezig.

## Bezienswaardigheden
- De Tour du Guet uit de 13de eeuw

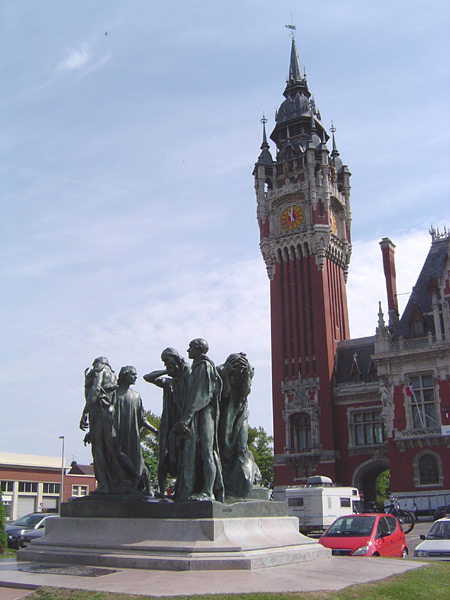
Stadhuis van Calais en het beeld De Burgers van Calais van Rodin

- De citadel van Calais uit de 16de eeuw
- Het stadhuis met het belfort van Calais en met de beeldengroep De Burgers van Calais van Rodin

### Musea
- Het Museum voor Schone Kunsten van Calais (Musée des Beaux Arts de Calais)
- Het Musée Mémoire (een oorlogsmuseum}
- De Cité internationale de la dentelle et de la mode de Calais (een textielmuseum)

### Parken
- Het Parc Saint-Pierre
- Het Parc Richelieu

### Kerken
- De Onze-Lieve-Vrouwekerk (Église Notre-Dame de Calais)
- De Sint-Pieterskerk (Église Saint-Pierre) te Saint-Pierre-lès-Calais
- De Sint-Jozefkerk (Église Saint-Joseph)
- De Maria Magdalenakerk (Église Sainte Marie Madeleine}
- De Sint-Germanakerk (Église Sainte-Germain)
- De Sint-Benedictus-Jozef-Labrekerk (Église Saint-Benoît-Joseph-Labre)
- De Sint-Antonius van Paduakerk (Église Saint-Antoine de Padoue)
- De Heilig Hartkerk (Église Sacré-Coeur)
- De Onze-Lieve-Vrouw van de Legerskerk (Église Notre-Dame des Armées)
- De Onze-Lieve-Vrouw-van-Troostkerk (Église Notre-Dame de Consolation)
- De Sint-Petrus-en-Pauluskerk (Église Saint-Pierre-Saint-Paul)
- De Protestantse kerk van Calais (Temple protestant de Calais)

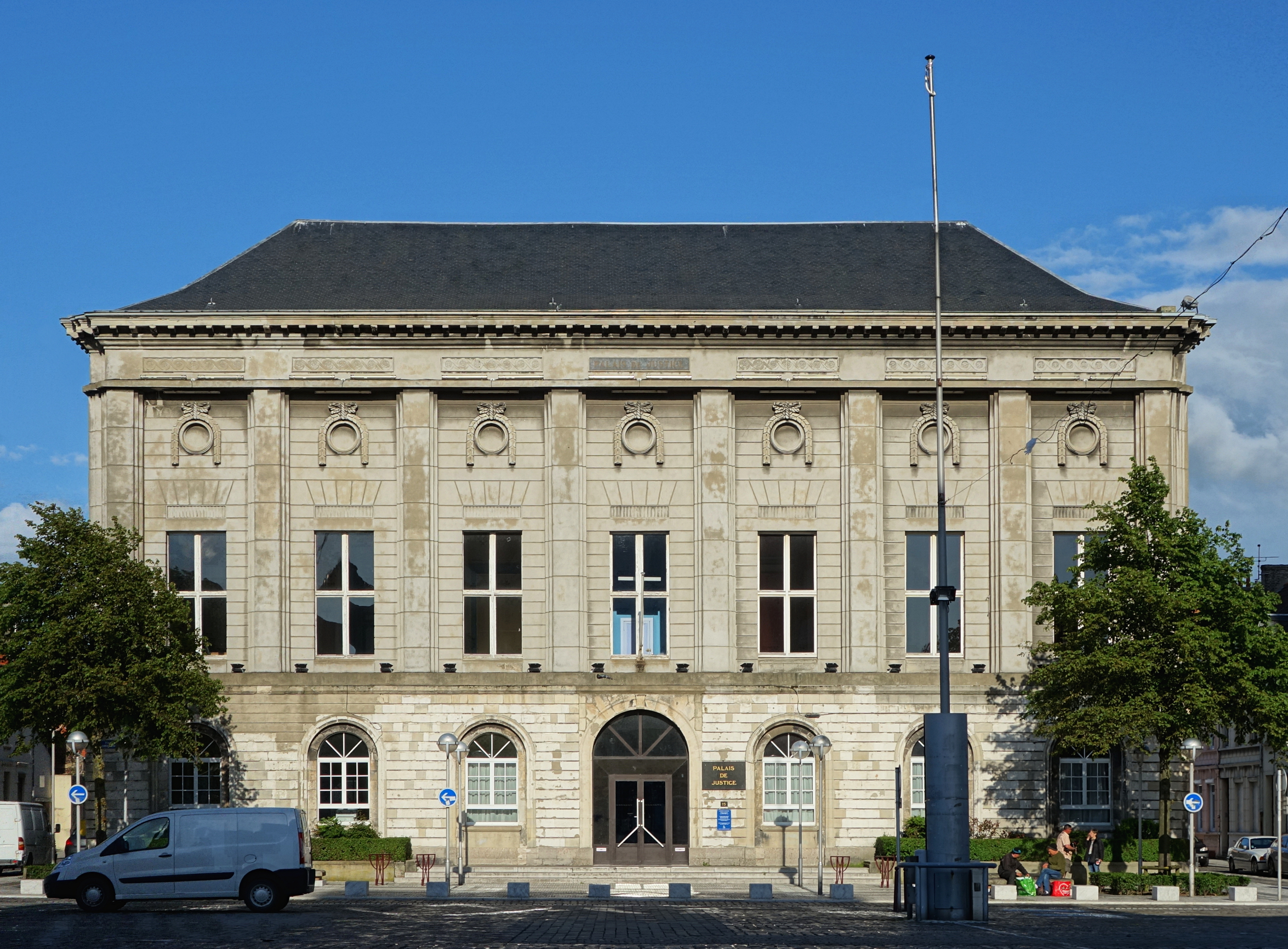
Gerechtsgebouw
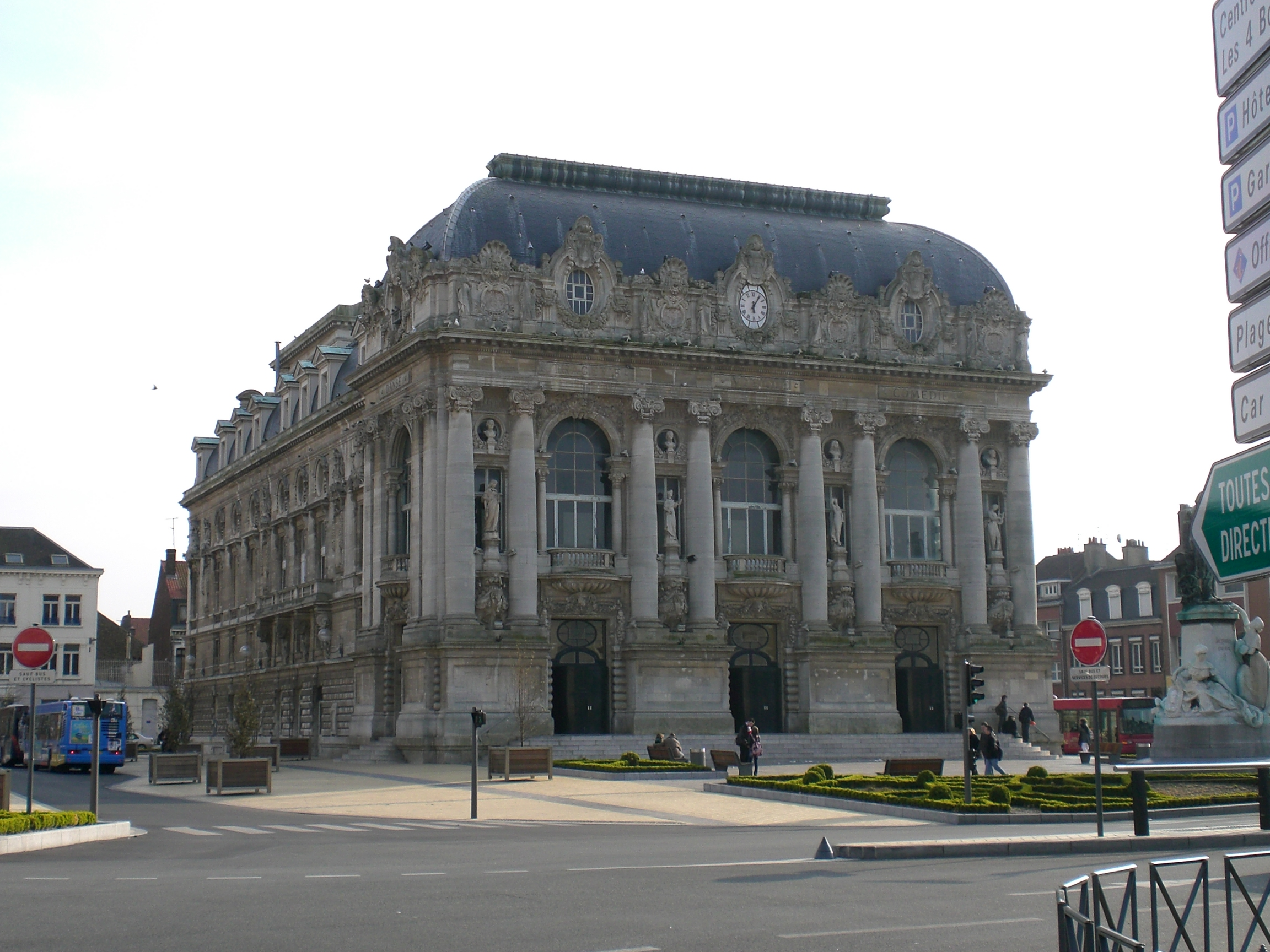
Theater
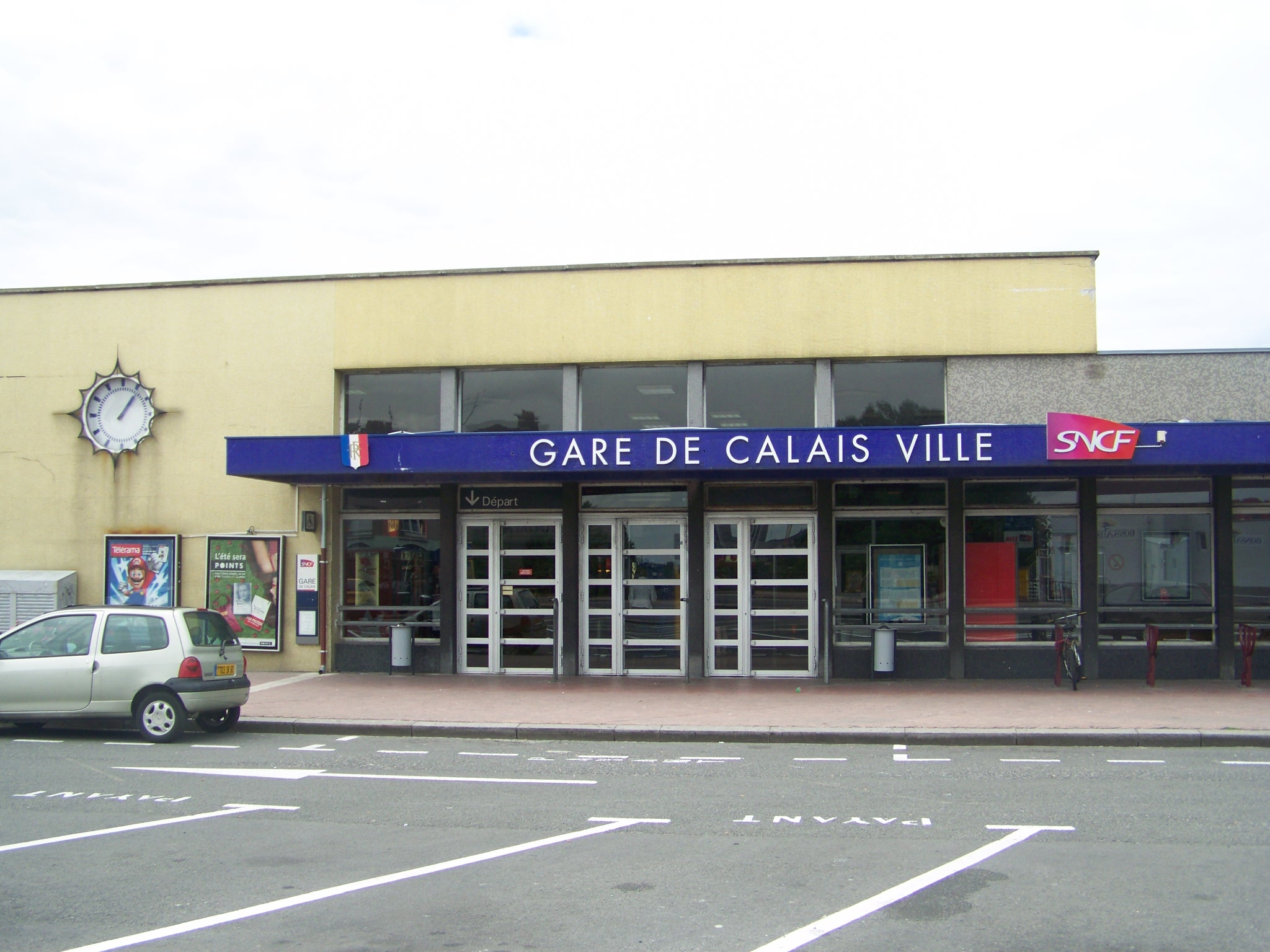
Station Calais-Ville
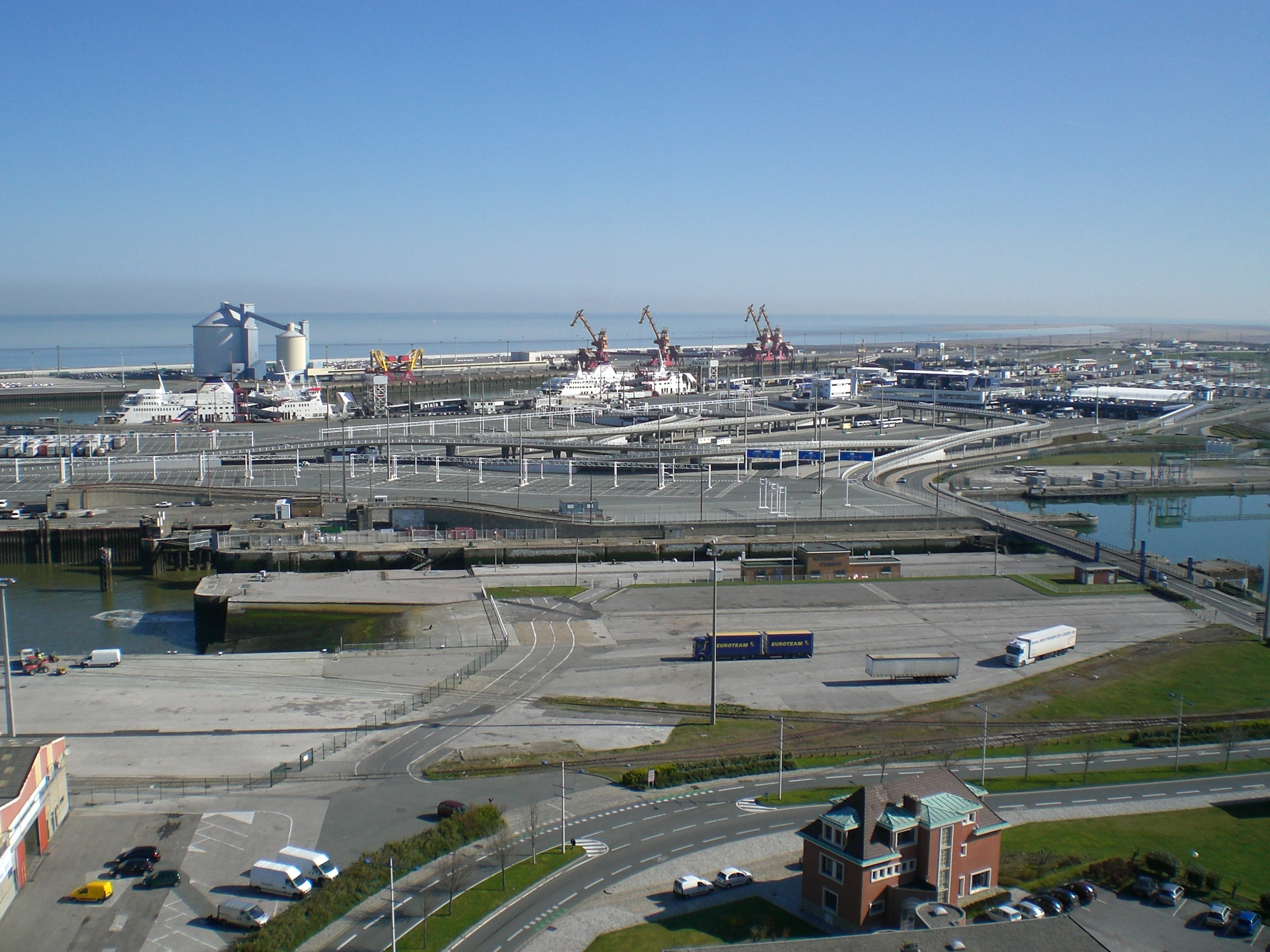
Haven
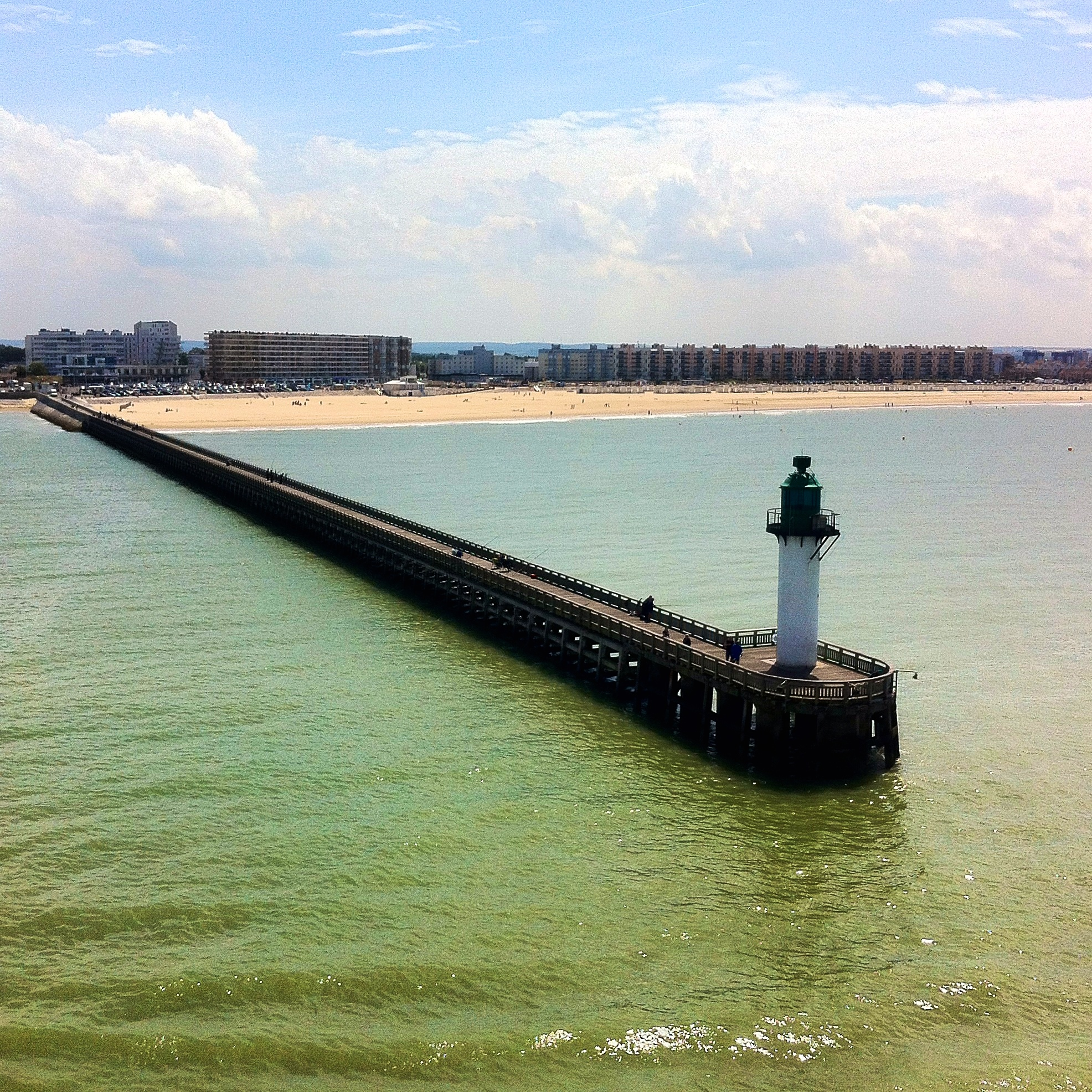
Pier van Calais

## Economie
Een belangrijke activiteit is het verkeer tussen het Europese vasteland en Engeland via de Kanaaltunnel en de Haven van Calais. Ook de visserij is van belang. Grote bedrijven zijn Tioxide, Wärtsilä, Alcatel (zeekabels), Prysmian. Er is een universiteit (Université du Littoral Côte d'Opale).
In het verleden was de textielindustrie, waaronder de productie van kant van groot belang. De opmars van deze industrie begon in 1816. In 1834 werden de Jacquardmachines geïntroduceerd. In 1950 werd Calais beschouwd als het wereldcentrum van de kantindustrie. Ook zijn er nog vijf grote ondernemingen die kant produceren.

## Natuur en landschap
Calais ligt aan het Nauw van Calais en op een afstand van slechts 30 km van Engeland. De stad ligt in de Vlaamse laagvlakte en de hoogte varieert van 0-18 meter. De stad wordt ontwaterd door sloten die men watergangs noemt. Het Canal de Calais verbindt Calais met de Aa en Sint-Omaars. De beekjes Guînes en Hames monden bij Calais uit in zee en vormden ooit een kleine natuurlijke baai.

## Verkeer en vervoer
In de buurt van Calais, in Coquelles, begint de Kanaaltunnel naar Engeland. De haven van Calais is de belangrijkste Franse haven voor personenvervoer tussen Frankrijk en Engeland, en is de vierde Franse handelshaven.
In Calais liggen de spoorwegstations Calais-Ville, Les Fontinettes en Beau-Marais. In de naburige gemeente Fréthun zorgt het station Calais-Fréthun voor een aansluiting op het net van hogesnelheidstreinen.
Aan de zuidzijde loopt langs Calais de autosnelweg A16 waarop bij de stad de A26 uitkomt. Ten oosten van Calais ligt de A216 die overgaat in de N216 en daarmee samen de verbinding vormt tussen de Haven van Calais en het Franse snelwegnetwerk.

## Sport
In Calais speelt voetbalclub Calais RUFC. De club haalde in 2000 de finale van de Coupe de France.
Calais was drie keer etappeplaats in de wielerkoers Ronde van Frankrijk. In 1994 en 2001 startte er een etappe. In 2022 won de Belg Wout van Aert er een etappe.

## Geografie
De oppervlakte van Calais bedroeg op 1 januari 2022 33,5 vierkante kilometer; de bevolkingsdichtheid was toen 2.017,5 inwoners per km².
De onderstaande kaart toont de ligging van Calais met de belangrijkste infrastructuur en aangrenzende gemeenten.

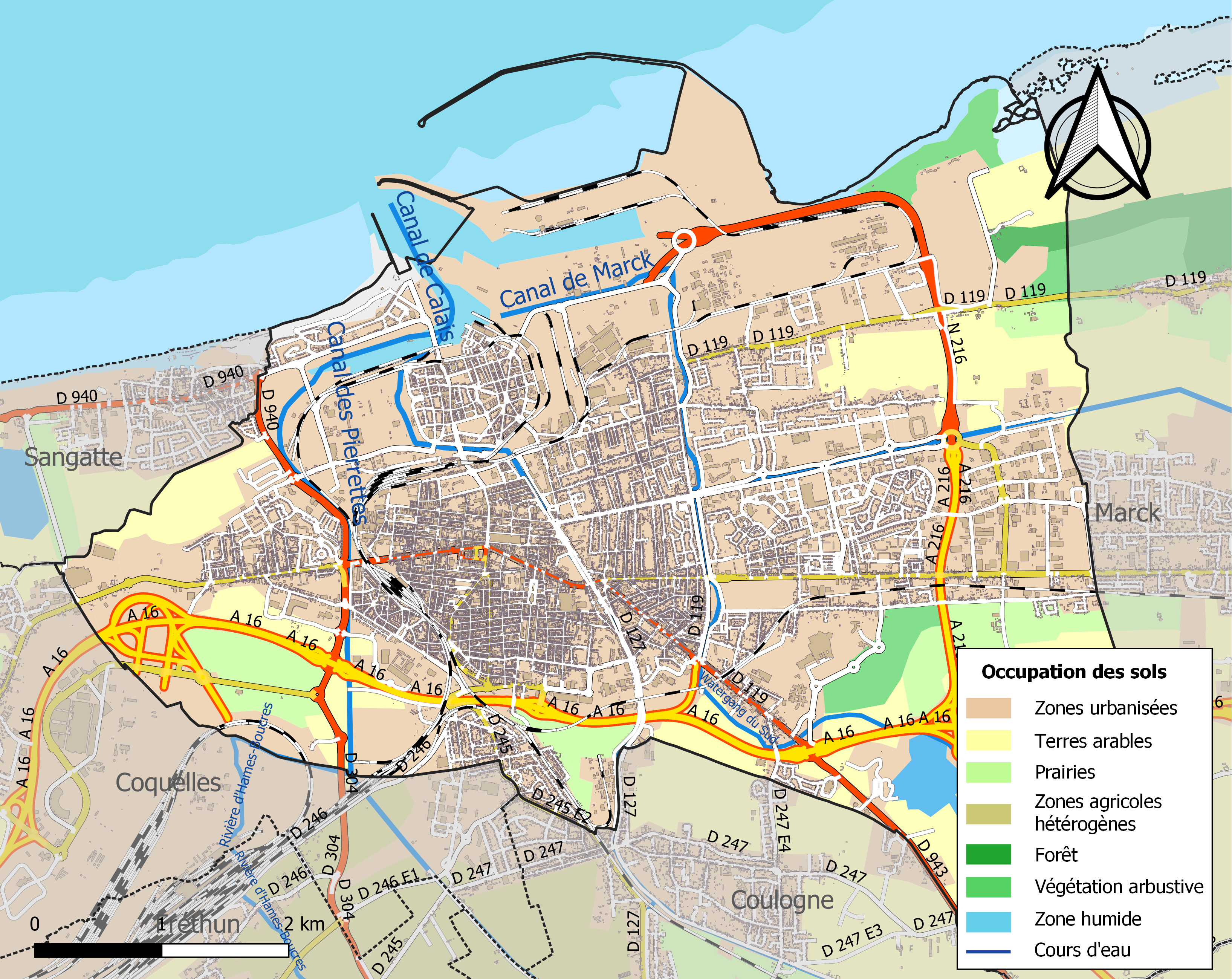

## Demografie
Onderstaande figuur toont het verloop van het inwoneraantal van Calais vanaf 1962.
Bron: Frans bureau voor statistiek. Cijfers inwoneraantal volgens de definitie population sans doubles comptes (zie de gehanteerde definities)

## Stedenbanden
- Brăila (Roemenië)
- Breda (Nederland)
- Dover (Verenigd Koninkrijk)
- Duisburg (Duitsland)
- Riga (Letland)
- Wismar (Duitsland)

## Geboren
- Ford Madox Brown (1821-1893), Engels kunstschilder, illustrator en ontwerper van meubels en gebrandschilderd glas (Prerafaëlieten)
- Henri Ernest Baillon (1827-1895), botanicus en arts
- Louis Daquin (1908-1980), acteur en filmregisseur
- Jean Jakus (1919-2008), dirigent
- Gérard Debreu (1921-2004), Frans-Amerikaans econoom, wiskundige en Nobelprijswinnaar (1983)
- Didier Lockwood (1956-2018), jazzviolist
- Djezon Boutoille (1975), voetballer
- Romain Barras (1980), atleet
- Delphine Ledoux (1985), ritmisch gymnaste
- Steven Tronet (1986), wielrenner
- Benjamin Bourigeaud (1994), voetballer

## Nabijgelegen kernen
Marck, Coulogne, Fréthun, Coquelles, Blériot-Plage